# Pixelprojekt Ruhrgebiet

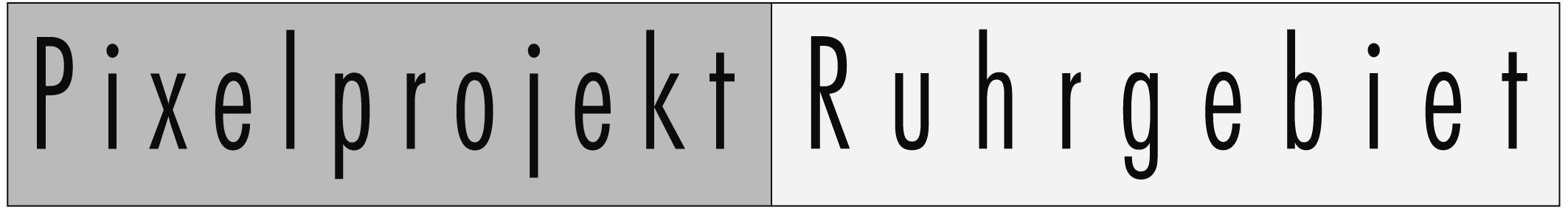
Logo des Pixelprojekt Ruhrgebiet

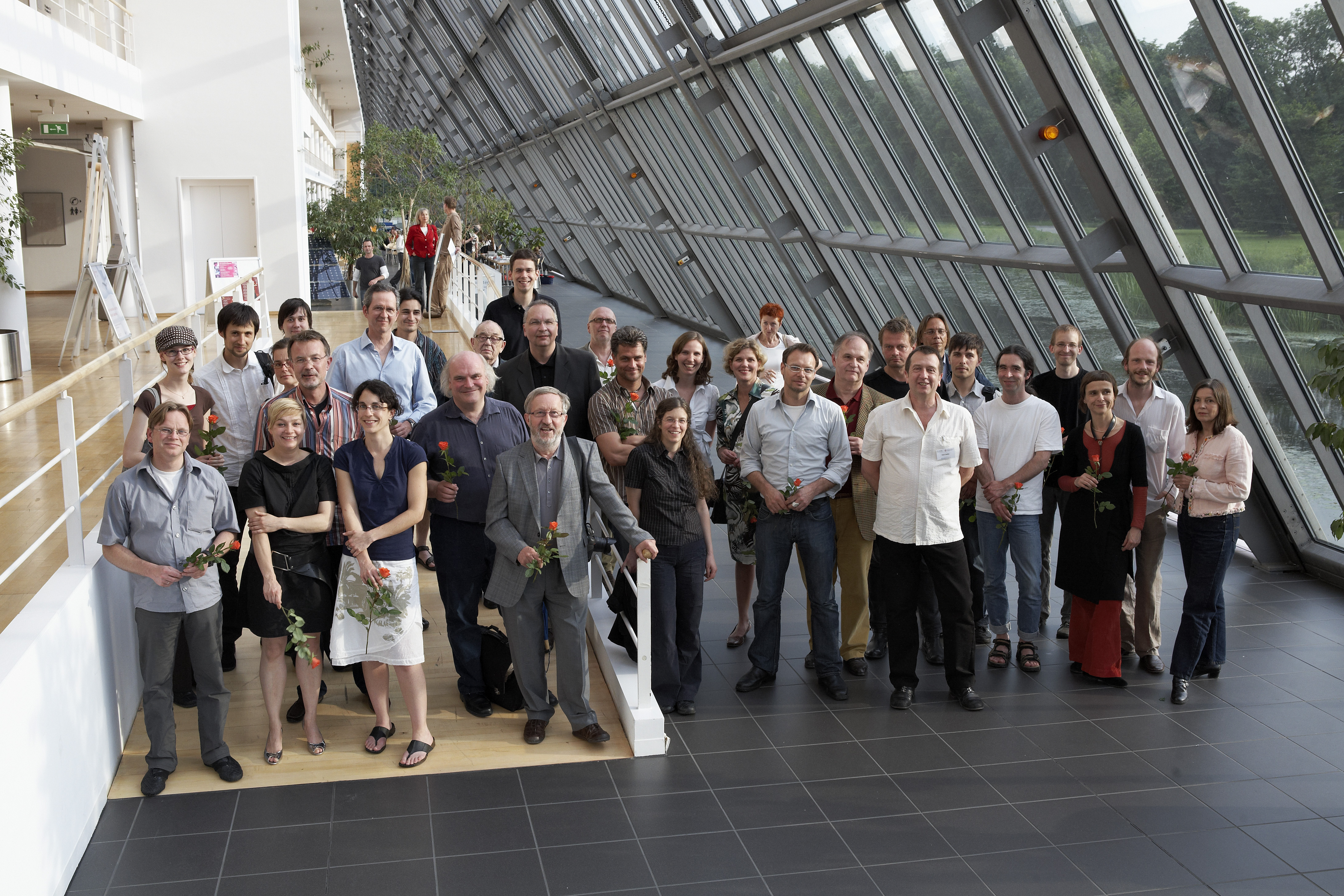
Neu aufgenommene Fotografen eines Jahrgangs

Das Pixelprojekt Ruhrgebiet sammelt serielle Fotografie zu einzelnen Aspekten der Region Ruhrgebiet im Internet. Im Ergebnis soll das fotografische Gedächtnis der Region sichtbar gemacht werden. 

## Initiative
Das Pixelprojekt Ruhrgebiet wurde 2003 auf Initiative von 26 freien Fotografinnen und Fotografen in künstlerisch inhaltlicher Tradition der Fotografenagentur Magnum Photos gegründet und ist zu einem weit über die Region hinaus beachteten Projekt zertifizierter hochwertiger Fotografie herangewachsen.
Das Netzwerk besteht inzwischen aus rund 5.000 Fotografen aus dem In- und Ausland, wovon mehr als 300 Personen Teil des Projektes geworden sind. Im Gegensatz zu der oben genannten Agentur Magnum verfolgt das Projekt keinerlei kommerzielle Interessen und besitzt auch keine Nutzungsrechte an den Fotografien. Vielmehr sieht es sich vorrangig in einer künstlerischen, gesellschaftlichen und regionalen Verantwortung.
Die Sammlung funktioniert dezentral, d. h. die Originale verbleiben bei den Bildautoren bzw. in den musealen Sammlungen und werden für einzelne Ausstellungen individuell zusammengestellt. Das Projekt wird durch das Land Nordrhein-Westfalen gefördert und in Kooperation mit dem Ruhr Museum Essen und dem Deutschen Werkbund weiterentwickelt.
Das Projekt wurde 2002 durch Peter Liedtke entwickelt, der das Projekt seitdem leitet und weiterentwickelt.

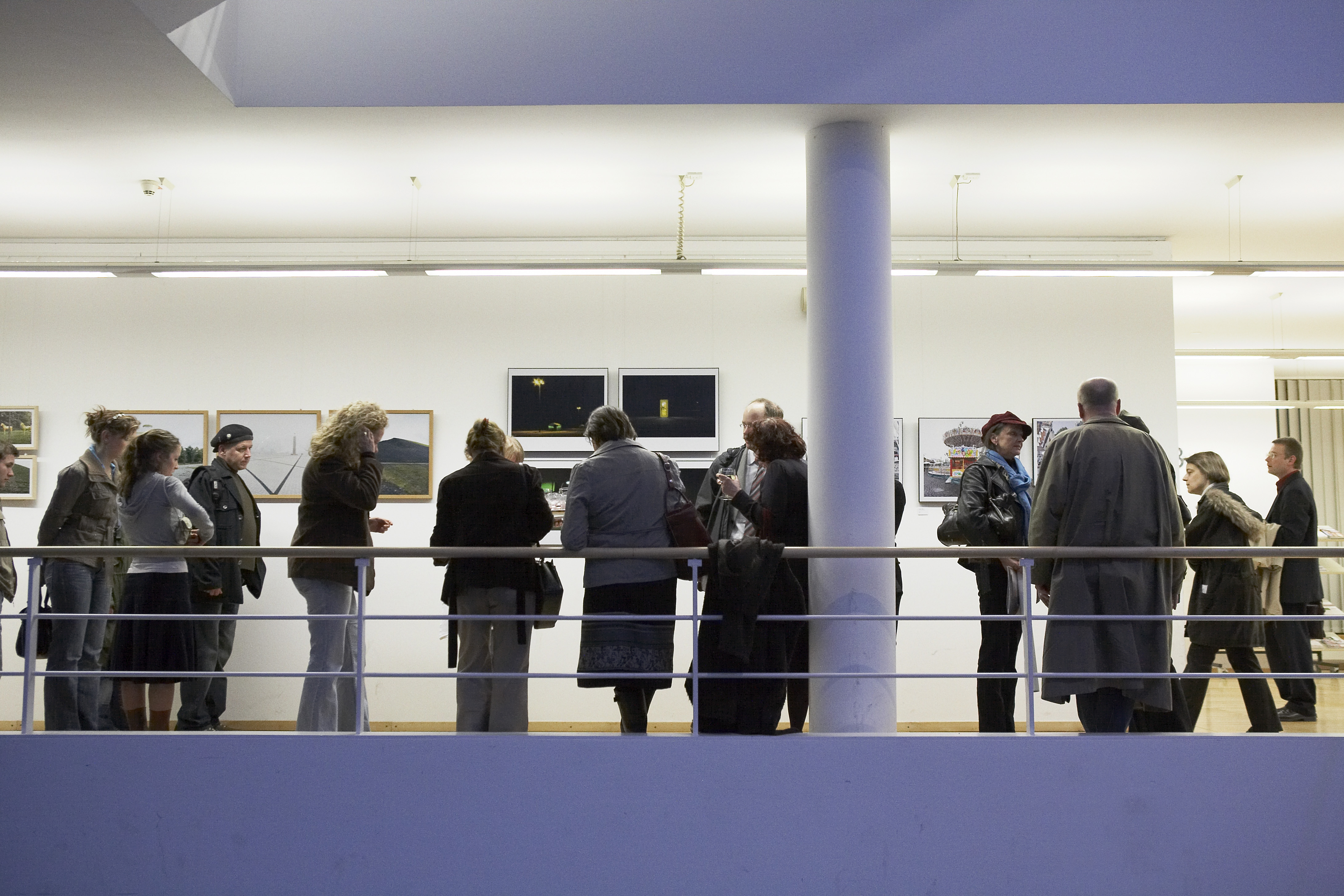

## Aufnahme von Bildern
Für eine Aufnahme in das Projekt ist eine sowohl inhaltlich relevante Auseinandersetzung mit einzelnen Themen, als auch eine eigenständige künstlerische fotografische Darstellung durch die jeweiligen Bildautoren von Bedeutung. Das Projekt ordnet diese Bildserien, bringt sie in eine thematische und chronologische Struktur und macht sie auf der Internetseite sichtbar.
Aktuelle und historische Bildserien können durch Fotografen und Museen jederzeit eingereicht werden. Einmal pro Jahr werden Teile dieser Neubewerbungen durch eine Jury von Kunst-, Fotografie- und Regionalfachleuten beurteilt und in das Projekt aufgenommen. Die digitale Sammlung wächst damit um diese Arbeiten. In einer jährlichen Ausstellung im Wissenschaftspark Gelsenkirchen werden die Neuaufnahmen der Öffentlichkeit präsentiert.
Thematisch gliedert sich das Bildarchiv des Pixelprojektes im Wesentlichen in die Bereiche Ökologie, Soziales, Kunst und Kultur, Stadt und Architektur, Wohnen, wirtschaftlicher Wandel und Sport. Den Schwerpunkt der Sammlung bilden die Menschen der Region.

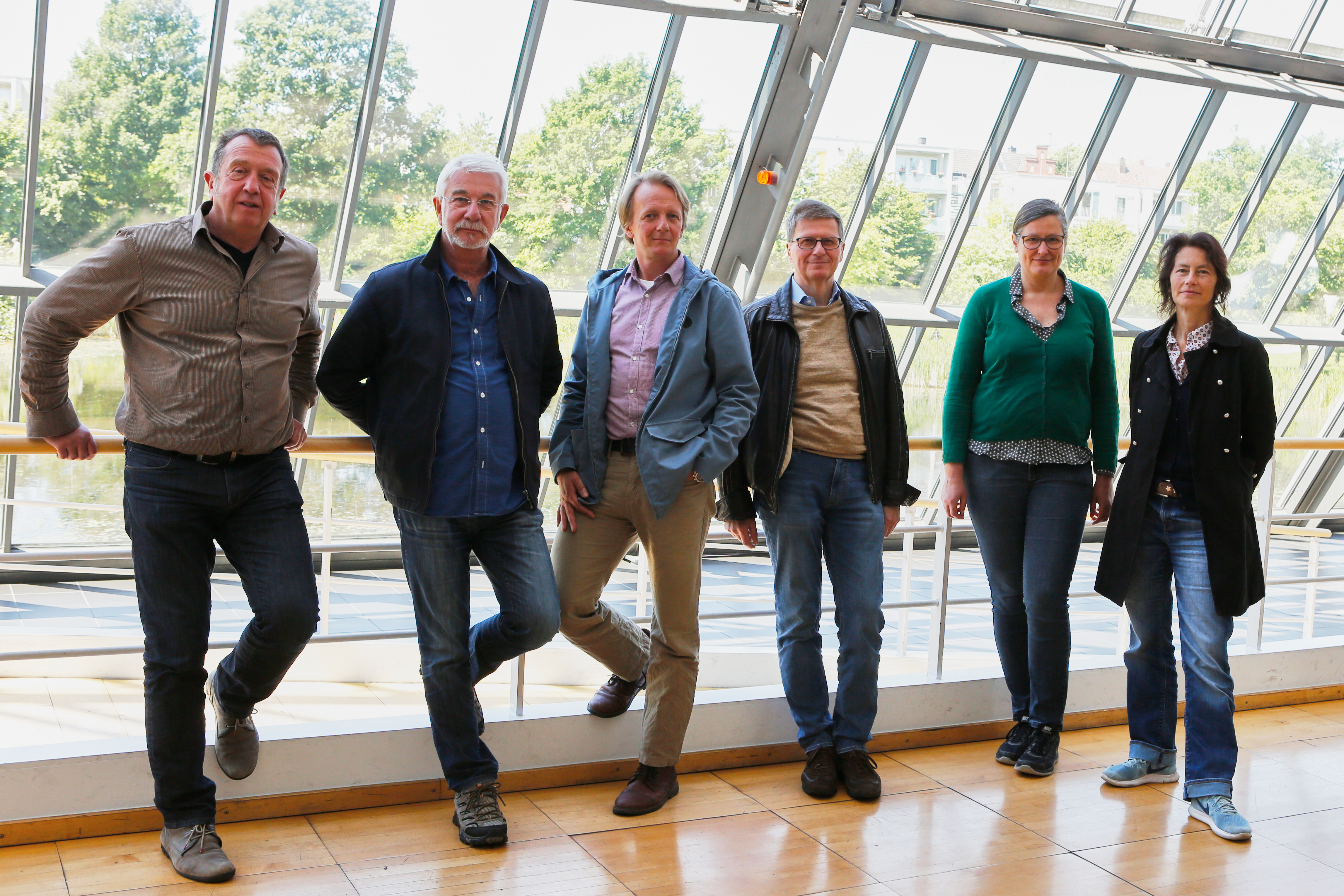

## Beteiligte
Die Auswahljury besteht aus Prof. Elisabeth Neudörfl, Professorin für Dokumentarfotografie an der Folkwang Universität der Künste, Stefanie Grebe, Leiterin des Fotoarchivs des Ruhr Museum Essen, Prof. Dirk Gebhardt, Professor für Fotojournalismus und Dokumentarfotografie Fachhochschule Dortmund, Michael Gaigalat, Abteilungsleiter Sammlungsdienste Landschaftsverband Rheinland, Prof. Hermann Dornhege, Professor für Fotografie an der Fachhochschule Münster sowie Peter Liedtke, Leiter des Pixelprojekt_Ruhrgebiet.
Die Arbeiten stammen von renommierten, teilweise international tätigen Fotografinnen und Fotografen, darunter zahlreichen Gewinnern anerkannter Fotografiepreise. Darüber hinaus beteiligen sich viele Fotografiestudenten und einige wenige Amateure am Projekt.

## Fotografie im Ruhrgebiet
Das Ruhrgebiet hat durch seine Designhochschulen in Essen, Folkwang – Universität der Künste und Fachhochschule Dortmund, die Ruhrakademie in Schwerte, die Nähe zur Fachhochschule Münster, Fachhochschule Düsseldorf und zur Fachhochschule Bielefeld, sowie zu den Akademien in Düsseldorf und Münster (jeweils mit Fotografieabteilungen), und nicht zuletzt durch die dichte Museums- und Galerielandschaft eine eigene Fotografieszene entwickelt.
Das Ruhrgebiet war selbst immer wieder Ort und Raum der künstlerischen fotografischen Auseinandersetzung. Zu nennen sind hier Personen wie Albert Renger-Patzsch, Chargesheimer, Bernd und Hilla Becher und Thomas Struth und Otto Steinert, der an der Folkwangschule unterrichtete und damit eine Schmiede für junge Fotografie unterhielt. Seine Schüler und Schülerinnen, André Gelpke, Timm Rautert, Rudi Meisel, Dirk Reinartz, Wolfgang Volz, Joachim Schumacher, Brigitte Kraemer, Georg Schreiber, Susan Lamér, Gosbert Adler, Petra Wittmar, Manfred Vollmer, Michael Wolf, Henning Christoph, Knut Wolfgang Maron, Joachim Brohm und viele mehr (einige inzwischen selbst Professoren für Fotografie an deutschsprachigen Hochschulen) entwarfen immer wieder Bilder, die inzwischen aus dem fotografischen Gedächtnis der Region nicht mehr wegzudenken sind.
Während Fotografie lange Jahre für die Region selbst lediglich das Medium zur Schaffung von Aufmerksamkeit war, setzte mit der Internationalen Bauausstellung Emscher Park eine Veränderung ein. Erstmals begleitete Fotografie vielfältig den Transformationsprozess. Fotografie diente nicht mehr nur der Abbildung des Gebauten, sondern wurde als Ideenlieferant selbst Teil des Planungsprozesses.

## Galerie Hundert
Die Galerie Hundert produziert und vertreibt Fotoarbeiten zum Ruhrgebiet in limitierten Editionen mit einer Auflage von jeweils 100+1 Fotografien. Die Fotografien stammen aus der Sammlung des Pixelprojekt Ruhrgebiet.
Die Editionen sind in enger Zusammenarbeit  mit dem jeweiligen Fotografen oder deren Rechtsnachfolgern in der Art der Ausarbeitung, der Größe und der Präsentationsform abgestimmt worden und gelten als autorisierte Originale. Die Galerie ist in Gelsenkirchen beheimatet und unterhält Partnergalerien in Dortmund und Essen.
Die Galerie wurde 2017 aus wirtschaftlichen Gründen geschlossen.

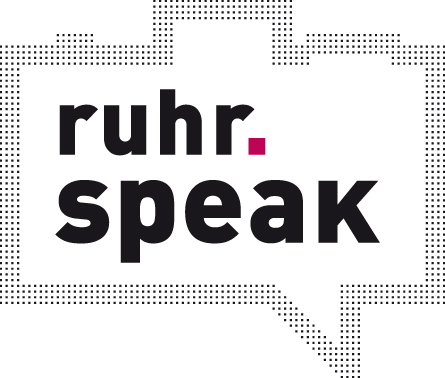
Logo des Blogs

## ruhr.speak
ruhr.speak ist ein Blog für Fotografie, Urbanität und der Suche nach der Zukunft für industriell geprägte Räume und Gesellschaften handelt. Das 2012 gegründete Blog ist ein Projekt von Pixelprojekt Ruhrgebiet und folgt einer Idee von Niko Synnatzschke und Christoph Kniel. Es wird redaktionell betreut von Peter Liedtke, Martina Kötters und Melanie Kemner.

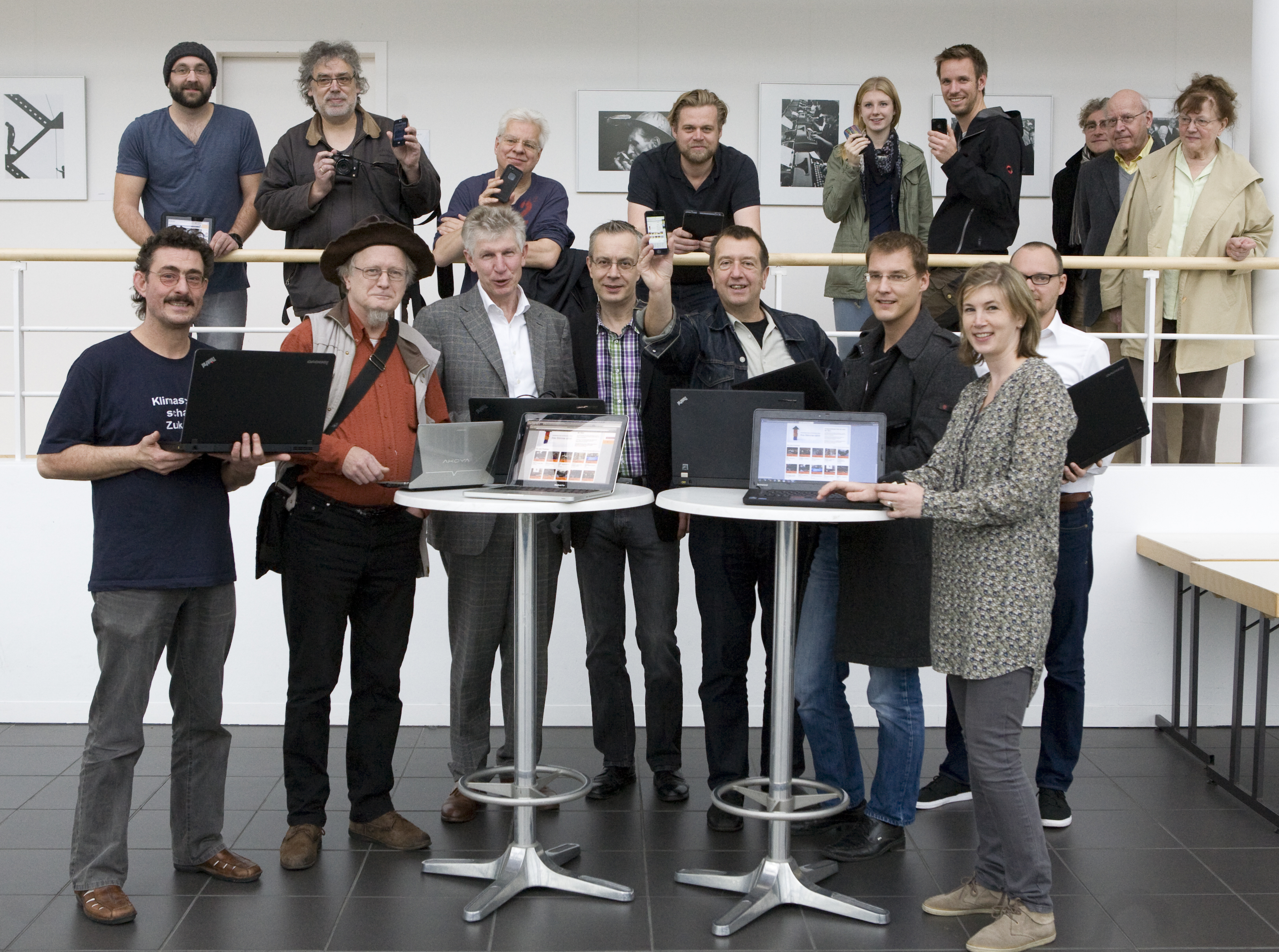
Voting Aufruf zum bundesweit beliebtesten Projekt im Wettbewerb "Deutschland – Land der Ideen"

## Auszeichnungen
Pixelprojekt Ruhrgebiet wurde 2013 im Wettbewerb „Ausgezeichnete Orte im Land der Ideen“ 2013/2014 als eine der besten Ideen Deutschlands für die Gestaltung der Stadt der Zukunft ausgewählt. 2014 wurde das Projekt beim 6. Geschichtswettbewerb des Forum für Geschichte an Ruhr und Emscher mit dem „Struktur“- Preis ausgezeichnet. 2017 wurde es beim 7. Geschichtswettbewerb des Forum für Geschichte an Ruhr und Emscher für den Beitrag neueheimat.ruhr außer Konkurrenz ausgezeichnet.